# Нойбуков
Нойбуков (нім. Neubukow) — місто в Німеччині, розташоване в землі Мекленбург-Передня Померанія. Входить до складу району Росток.
Площа — 24,99 км2. Населення становить 3937 ос. (станом на 31 грудня 2020).